# 長崎市立佐古小学校
長崎市立佐古小学校（ながさきしりつ さこしょうがっこう、Nagasaki City Sako Elementary School）は、長崎県長崎市西小島一丁目にあった公立小学校。
2016年（平成28年）3月末をもって閉校し、校区の隣接する仁田小学校と統合の上、仁田佐古小学校が新設された。

## 概要
歴史
1906年（明治39年）に開校した「佐古尋常高等小学校」を前身とする。2011年（平成23年）に創立105周年を迎えた。
校訓
「佐古の子、みんなで育て、みんなで育つ」
校歌
作詞は八波則吉、作曲は島崎赤太郎による。3まであり、2番に校名の「佐古」が登場する。
校区
中学校区は長崎市立大浦中学校。

## 沿革
前史
- 1860年（万延元年） 
  - 4月8日 - ポンペが病院建設を要請。病院の名称が養生所に決定。
  - 5月24日 - 長崎奉行所代官高木作右衛門忠知が下長崎村小島郷大字佐古（現・長崎市立佐古小学校）の畑地425坪を建設地に決定し、養生所を着工。
- 1861年（文久元年） 8月6日 - 養生所と附属医学所が完成。この養成所は長崎大学病院、医学所は長崎大学医学部の前身である。
  - その後、養生所は「精得館」、「長崎府医学校ならびに病院」、「長崎県病院医学校」、「長崎県病院・長崎医学校」、「第六大学区医学校」、「第五大学区医学校」、「長崎医学校」、「蕃地事務支局病院」、「長崎病院・医学場」、「長崎医学校（再）・長崎県立長崎病院」、「第五高等中学校医学部」と改称を重ねる[1]。
- 1891年（明治24年）9月11日 - 第五高等中学校医学部医学科・薬学科が小島から西彼杵郡浦上山里村（現・長崎市坂本）に移転。小島に分教室と病院は残る。

正史
- 1906年（明治39年）- 「佐古尋常高等小学校」が開校。小島の元第五高等学校医学部分教室を校舎に使用。
- 1925年（大正14年）
  - 3月24日 - 鉄筋コンクリート造3階建ての増築校舎が完成。
  - 5月 - 特殊学級（現・特別支援学級）を開設。長崎市内小学校での特殊教育（特別支援教育）の始まり。
- 1931年（昭和6年）5月21日 - 校舎を増築。
- 1941年（昭和16年）4月1日 - 国民学校令により、「長崎市佐古国民学校」に改称。尋常科を初等科に改称。
- 1943年（昭和18年）
  - 4月1日 - 佐古女子青年学校を併設。
  - 4月12日 - 学校給食を開始。
- 1944年（昭和19年）3月31日 - 併設の佐古女子青年学校が廃止。
- 1947年（昭和22年）4月1日 - 学制改革（六・三制の実施）により、旧・国民学校が改組され、「長崎市立佐古小学校」（現校名）に改称。
- 1950年（昭和25年）
  - 3月5日 - 校舎を改築（第一期工事）。
  - 5月15日 - 校舎を改築（第二期工事）。
- 1974年（昭和49年）3月30日 - 鉄筋コンクリート造校舎が完成。
- 1977年（昭和52年）7月29日 - プールが完成。
- 1999年（平成11年）10月5日 - 渡り廊下を改修。
- 2006年（平成18年）12月3日 - 創立100周年記念式典を挙行。
- 2010年（平成22年）1月19日 - ビオトープを改修。
- 2011年（平成23年）
  - 2月28日 - 耐震化工事を完了。
  - 9月20日 - 長崎大学病院開院150周年記念式典を挙行。記念碑を除幕[2]。
- 2016年（平成28年）
  - 2月28日 - 閉校記念式典を挙行。
  - 3月31日 - 仁田小学校との統合により、閉校。
    - 新設校の名称は「仁田佐古小学校」[3]。
    - 閉校後、現佐古小学校校舎は解体され、その跡地に新校舎が建設される[4]。
    - 児童は現・仁田小学校校舎に収容され、新校舎が完成するまでの間使用される[4]。
    - 新校舎完成後、児童は仁田小学校校舎から新校舎に移り、仁田小学校校舎が解体される予定[4]。

## アクセス
最寄りの路面電車停留場
- 長崎電気軌道本線正覚寺下停留場（現・崇福寺停留場）

最寄りのバス停
- 長崎バス 福建会館前バス停

最寄りの国道・県道
- 国道324号

## 周辺
- 福建会館
- 唐人屋敷通り
- 長崎市立仁田小学校
- 十善会病院
- 緑ヶ丘保育所

## 参考資料
- 「市制百年 長崎年表」（1989年（平成元年）4月1日, 長崎市役所）

## 関連事項
- 長崎県小学校の廃校一覧